# محمد طارق الوديع

## السيرة الذاتية
هو أحد ضباط الجيش المصري وهو أحد ضباط 8 أبريل, وسجن عام من قبل بسبب مواجهة الفساد بأغنيه لا حول لها ولا قوه وخرج في منتصف مارس 2011

نزل ميدان التحرير مع الثوار يوم 8 أبريل بالزي المدني وقبض عليه في ليلتها.

والده عميد سابق بقوات الصاعقة.

متواجد حاليًا في مستشفى الأمراض النفسية بعد الاعتداء عليه بأمر مباشر من ضابط آخر.

ظهر في فيديو له في سبتمبر متسائلاً عن سبب عدم خروجه من السجن حتى الآن ومؤكدًا ان مشكلته مع (المشير طنطاوي) شخصيًا وعلى الرغم من اقالة المشير من منصبه فلماذا لا يزال في السجن؟.

تعرض بعدها النقيب محمد طارق الوديع إلى تعذيب نفسي بعد نشره إلى الفيديو الذي يتسائل فيه عن سبب بقائه في السجن.

تمت احالته إلى النيابة العسكرية بسبب ذكره لاسم وزير الدفاع في الفيديو. مع العلم بأن محمد وديع ظل ينشر على الإنترنت قصائده الثورية.ومنها (اصحي يا مصري-هو انا اصلا كنت مشيت-السجن-شامم ريحة البحر من الزنزانة)
قام بتأليف وتلحين أغنية الصاعقة (قالو إيه) للفرقة 103 صاعقة الجيش المصري والتي نشرت على مواقع التواصل المختلفة.

## شهاداته
- تخرج من الكلية الحربية دفعة 99 عام 2005 سلاح المشاة.
- خدمة مميزة في القوات الخاصة الوحدة 999 قتال وحدة فرق مقاومة الإرهاب الدولي.
- حاصل على فرقة السيل رقم 4.
- حاصل على فرقة مقاومة الأرهاب الدولي.
- حاصل على فرقة الضفادع البشرية والغطس والنسف والتدمير تحت المياه.
- وجميع تقاريره امتياز وجيد جدا.

## الوظائف التي تولاها
- قائد دورية صاعقة بالكتيبة 33 صاعقة / المجموعة 127 صاعقة.
- قائد طاقم قتال المجموعة الثانية قتال / الوحدة 999 قتال.
- جميع خدمته في القوات الخاصة الوحدة 999 قتال وحدة فرق مقاومة الأرهاب الدولي.
- ومعلم في فرقة السيل رقم 5.
- قام بتمثيل مصر في مهمة خارج البلاد.

## القبض عليه
تم اعتقاله يوم 1-1-2011 بسبب قصيدة نشرت له على الإنترنت وأخذ حكما بسجنه 4 أشهر.

ثم عاد ليشارك زملائه ضباط 8 أبريل في جمعة المحاكمة والتطهير 8 أبريل.

اعتقل في نفس اليوم في الواحدة بعد منتصف الليل من منزله.

سٌجن في سجن القوات الجوية ثم نقلوه إلى سجن القوات البحرية بالاسكندريه

ونقلوه إلى سجن القوت الحربية ثم نقله إلى المستشفى العسكري القسم النفسي لمدة شهر بعد تعرضه لجميع أنواع الإرهاب النفسي في محبسه

ثم إعادته إلى سجن القوات الجوية بمدينة نصر.

### التهم الموجهة إليه
- الاتفاق فيما بينه وبين باقي ضباط 8 أبريل على إحداث فتنة داخل صفوف القوات المسلحة.
- تحفيز ضباط القوات المسلحة على الخروج عن طاعة المجلس الأعلى للقوات المسلحة.
- اضعاف الروح المعنوية لضباط الجيش.
- امتلاكه لحساب في تويتر وينشر منه هجمات على قيادات الجيش.[10]

وأخذ حكما بالسجن 10 سنوات ثم خفف إلى 3 سنوات

أخذ حكم اضافي بالسجن عام آخر بتهمة إضعاف الروح المعنوية للجيش وهو يؤكد انها ملفقة له.

أخذ حكم اضافي بالسجن عام آخر بتهمة امتلاكته لحساب في الموقع الاجتماعي تويتر كان ينشر منه على الرغم من عدم وجود أي وسائل اتصالات في الزنزانة بشهادة قائد السجن الحربي نفسه.

### الإفراج عنه وترقيته
طبقا لما جاء بجريدة اليوم السابع فقد تمت ترقيته إلى رتبة نقيب في بداية عهد السيسي من قبل وزير الدفاع صدقي صبحى وإعادته إلى وحدته. (عدد اليوم السابع الإلكتروني بتاريخ: السبت 21-06-2014 02:57)

## وصلات خارجية
- فيديو:محمد وديع أحد ضباط 8 ابريل هام على يوتيوب